# Slotmachines and Busted Dreams
Slotmachines and Busted Dreams är Loosegoats fjärde EP, utgiven på Startracks 1997. EP:n återfinns även på samlingsalbumet A Mexican Car in a Southern Field (1997).

## Låtlista
Alla låtar är skrivna av Christian Kjellvander.
1. "Slotmachines and Busted Dreams"
2. "War in My Course"
3. "F as in Dumped"
4. "Really Texan Modesty"